# دير مار أوراها
دير مار أوراها (بالسريانية: ܕܝܪܐ ܕܡܪܝ ܘܪܐܗܐ)‏، هو دير تابع للكنيسة الكلدانية الكاثوليكية يقع 2 كم شرق بلدة باطنايا في محافظة نينوى.
ينسب الدير تقليديا إلى مار أوراها رفيق الربان هرمز. حيث كان مقيما في صومعة في جبل الألفاف قبل أن يضطر إلى الرحيل بسبب الجفاف في تلك الفترة. وتذكر أسطورة أن مار أوراها سمع صوتا يناديه لإنشاء دير آخر في نينوى. فبنى الدير المسمى باسمه خلال بطركة إيشو ياب (581 - 596).
توقف ذكر الدير في المخطوطات حتى القرن السابع عشر عندما ذكر في تقرير أرسله مار إيليا بطريرك الكلدان إلى بابا روما. وكان الدير طوال هذه الفترة تابعة لكنيسة المشرق الآشورية قبل أن ينتقل إلى يد الكلدان سنة 1719.
في سنة 1743 دمر نادر شاه الدير وقتل جميع الرهبان فيه خلال الحملة التي شنها على مدينة الموصل. فأعيد بنائه سنة 1921.
يبلغ ارتفاع مبنى الدير الحالي 33 متر وعرضه 26 متر. ويزوح فيه المؤمنون مرتين سنويا: الأول في الأحد الخامس للصوم الكبير والثانية الأحد الأول بعد عيد الفصح.